# Amstelstein
Amstelstein was de bijnaam van het complex Vijzelstraat 36-100 te Amsterdam, een woon/winkelgalerij in Amsterdam-Centrum.
De Vijzelstraat werd in de jaren twintig van de 20e eeuw verbreed om de verkeersstroom meer ruimte te bieden. Deze verbreding werd in fasen aangepakt, aangezien bij die verbreding een flink aantal panden gesloopt moest worden. Op het stuk dat toen Derde Vijzelstraat heette, tussen Keizersgracht en Prinsengracht werd ook de westkant gesloopt om plaats te maken voor aansprekende nieuwbouw. Hendrik Petrus Berlage zou de bebouwing van het eerste stuk ontwerpen, Karel de Bazel liet het Gebouw De Bazel neerzetten en Jo van der Mey van de Amsterdamse School was verantwoordelijk voor het derde stuk. Op de tekentafel ontstond zo een woon/winkelcomplex van 22 meter hoog met ter plaatse van de Kerkstraat een onderdoorgang. Het complex werd in twee stadia gebouwd, eerste van de Keizersgracht tot aan die Kerkstraat en vervolgens van de Kerkstraat naar de Prinsengracht. Beeldend kunstenaar Marinus Vreugde maakte in 1926 van het complex een maquette ter bespreking, Berlage keurde het ontwerp goed, al vroeg de schoonheidscommissie nog aanpassingen. Het gebouw kende derhalve een gedegen voorbereiding.
De sloop van de oude huizen zou 1 mei 1926 beginnen, maar werd door Bouw- en Woningtoezicht uitgesteld. Toen eenmaal wel begonnen was met de sloop legden de bouwvakkers het werk rond 6 juli 1926 neer, er werd ruzie gemaakt om de vergoeding van overwerk en ontslag van een van de bouwvakkers. Op 9 november 1926 ging de eerste heipaal de grond in, terwijl men nog aan het afbreken was.
In september 1927 was het gebouw al dermate gereed, dat de elektriciteitswinkel van de gemeente Amsterdam zich in het gebouw kon vestigen. In december 1927 zou de eerste helft van het gebouw klaar zijn. Foto’s uit die tijd laten zien dat het gebouw eenzelfde allure had als wat later Gebouw de Bazel zou heten. Voor het totale complex zouden 4 miljoen bakstenen gebruikt worden en 300.000 kg aan ijzer. Er werden 21 liften geprojecteerd. De totale bouw werd omstreeks februari 1928 gereed zijn, aldus de aannemers Balke en Leemers. Vanaf het begin bleek dat Amsterdammers niet erg warm liepen voor het gebouw. Het was crisis en men had het geld niet om de huur te betalen. Onderzoek wees uit, dat de woningen omgebouwd werden tot kamerverhuur uitlopend tot prostitutie in de periode vlak na de Tweede Wereldoorlog. Vanaf die tijd bleef het stil rond het gebouw; hetgeen tevens betekent dat er weinig klachten waren. In de jaren vijftig veranderde dat. In 1955 werd de situatie dermate ernstig ingeschat dat herstelwerkzaamheden werden begonnen. Terwijl de aannemer bezig was met kolommen bij de ondersteuning van de onderdoorgang Kerkstraat stortte op 23 maart 1955 om 15:22 het gebouw ter plaatse in. De bovengelegen woningen zakten dermate scheef dat de bewoners moesten vertrekken. Een aannemer wist het zodanig te herstellen, dat bewoning in januari 1956 weer mogelijk was. Men hield echter het gebouw blijvend in de gaten, want tijdens het onderzoek naar de instorting bleek dat de aannemers tijdens de bouw gesjoemeld hadden. Fundament en eerste etage waren volgens specificatie gebouwd, maar daarna hadden ze vanwege de crisis bouwelementen “uitgespaard”, zeker bij de overspanning van de Kerkstraat. Op 6 juli 1961 stortte weer een deel van de voorgevel in. Er werd opnieuw geprobeerd de zaak te verhelpen, maar het bleek onvoldoende om het gebouw te redden. In 1962/1963 werd het complex gesloopt. De sloop is middels foto’s en een houtskooltekening door Norbert Olthuis vastgelegd.
De flat werd versierd door beeldhouwwerk van Hildo Krop. Er waren zo’n tachtig beeldjes van gebakken steen geplaatst op uitstulpingen en nissen aan het gebouw. Er werd, zonder de kunstenaar, geredetwist wat er met die beelden moest gebeuren. De conservator van het Stedelijk Museum Amsterdam wilde de beelden opnemen in haar collectie, maar de sloopaannemer en directeur van het Gemeentelijk Bouw- en Woningtoezicht zagen geen mogelijkheid te beelden onbeschadigd los te krijgen van het gebouw. De sloper vond het te veel werk; de directeur zag voornamelijk dat bij het loshakken de beelden toch al beschadigd raakten. De kunstenaar hoorde achteraf van het besluit toen het eigenlijk te laat was er nog iets aan te doen. Kunstliefhebbers meldden zich nog wel bij de sloper, die nog enkele verzoeken tot bewaring inwilligde, maar er werd niet bijgehouden wie welk beeld had aangeschaft. Het merendeel is bij de sloop verloren gegaan, onbekend is waar het restant is gebleven.
Er werd drie jaar lang gesteggeld omtrent nieuwbouw. Eerst zou er een vervangend flatgebouw komen, maar vanaf 1969 tot 1973 verrees ondanks protesten onder de slogan "Ban de Bank" op de plek van Van der Meij’s pronkstuk de Vijzelbank, een kantoorkolos van Marius Duintjer voor de ABN. Het zou lange tijd ingedeeld worden bij de lelijkste gebouwen in Amsterdam, in de 21e eeuw waren er plannen om ook dit gebouw te slopen; dat lot bleef het vooralsnog bespaard.

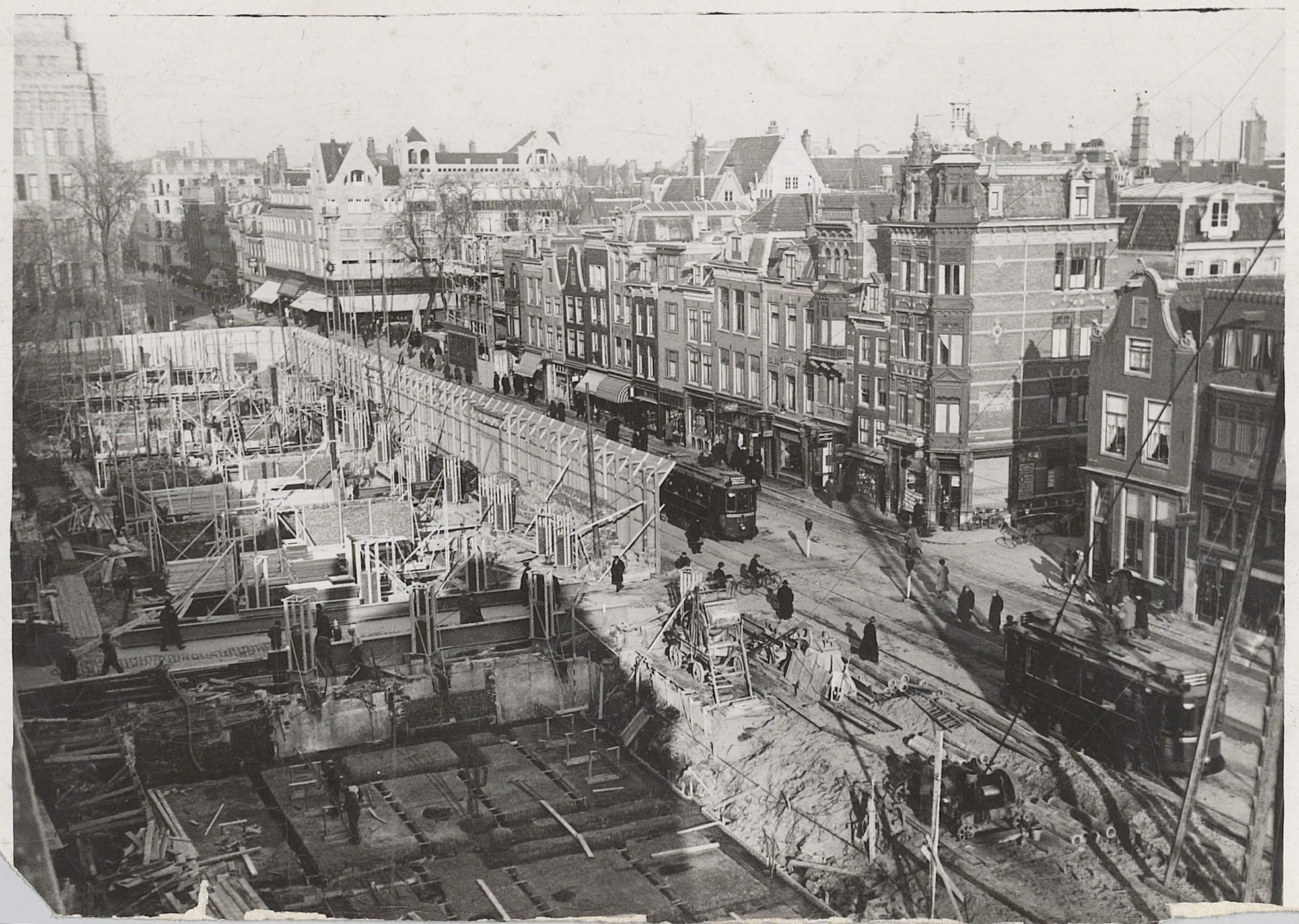
De bouwput voor Amstelstein